# Maiikî, Kameanka-Buzka
Maiikî (în ucraineană Маїки) este un sat în comuna Starîi Dobrotvir din raionul Kameanka-Buzka, regiunea Liov, Ucraina.

## Demografie
Componența lingvistică a localității Maiikî
     Ucraineană (100%)
Conform recensământului din 2001, toată populația localității Maiikî era vorbitoare de ucraineană (100%).